# The Wedding Planner
The Wedding Planner (no Brasil: O Casamento dos Meus Sonhos; em Portugal: Resistir-lhe é Impossível) é um filme estadunidense de 2001, uma comédia romântica dirigida por Adam Shankman, escrito por Michael Ellis e Pamela Falk, e estrelado por Jennifer Lopez, Matthew McConaughey, Bridgette Wilson-Sampras, Justin Chambers, e Judy Greer. Meg Ryan foi produtora executive do filme, não creditada.

## Sinopse
Mary é uma conceituada organizadora de casamentos, que consegue transformar qualquer casamento em um evento romântico inesquecível para os noivos e seus familiares. Mas quando ela se apaixona pelo noivo de um dos casamentos que está organizando, começa a perceber que falta amor em sua vida e, por causa disso, se envolve em uma série de confusões.

## Elenco
- Jennifer Lopez como Mary Fiore
- Matthew McConaughey como Dr. Steven James 'Steve/Eddie' Edison
- Bridgette Wilson-Sampras como Fran Donolly
- Justin Chambers como Massimo Lenzetti
- Judy Greer como Penny Nicholson
- Alex Rocco como Salvatore Fiore
- Joanna Gleason como Sra. John Robert Donolly
- Charles Kimbrough como Sr. John Robert Donolly
- Fred Willard como Basil St. Mosely
- Lou Myers como Burt Weinberg
- Frances Bay como Dottie

## Produção

### Elenco
Os atores originais criados para interpretarem Mary e Steve foram Jennifer Love Hewitt e Brendan Fraser, respectivamente. Eles foram substituídos por Sarah Michelle Gellar e Freddie Prinze Jr. Os dois casais, eventualmente, desistiram devido a conflitos de agenda, deixando Lopez e McConaughey sendo os eventuais protagonistas.

### Localizações
Muitas das cenas foram filmadas em Golden Gate Park, especificamente no Music Concourse (entre o velho De Young Museum e o velho California Academy of Sciences), o Japanese Tea Garden e a Biblioteca Huntington. A primeira cerimônia de casamento é filmada dentro da capela da Universidade Stanford.

## Recepção
The Wedding Planner foi lançado em 26 de janeiro de 2001 nos Estados Unidos, e 30 de março de 2001 no Brasil.

### Bilheteria
The Wedding Planner foi exibido em 2,785 cinemas e arrecadou US$13,510,293 em sua semana de estreia (no fim de semana do Super Bowl), abrindo na posição número um nas bilheterias. O filme arrecadou US$60,400,856 no mercado nacional e ganhou um registro mundial de US$94,728,529.

### Crítica
No site agregador de críticas Rotten Tomatoes, 17% das 104 resenhas dos críticos são positivas. O consenso diz: "Em vez de ser leve e charmosa, esta comédia romântica é pesada e artificial em sua execução. Além disso, é muito banal." O Metacritic, que usa uma média ponderada, atribuiu ao filme uma pontuação de 33 em 100, baseado em 29 críticos, indicando críticas "geralmente desfavoráveis".
Lisa Schwarzbaum, da Entertainment Weekly, comparou criticamente o filme ao O Casamento do Meu Melhor Amigo, escrevendo que: "Onde Julia Roberts transformou o mundo com sua capacidade de abraçar, a vibração de Lopez é a de alguém com medo de se deixar enganar. E onde Rupert Everett era divino como um companheiro, McConaughey é mortalmente comum como prato principal, que passa a maior parte do tempo sorrindo como um convidado da festa." Kimberly Jones, do The Austin Chronicle, observou que os dois principais personagens sendo maltratados foram a maior decepção de The Wedding Planner, sentindo que enquanto Lopez e McConaughey têm "enorme carisma" (referindo-se ao trabalho de Lopez em Out of Sight como exemplo) a "suavidade de The Wedding Planner - anula seu apelo em um passeio totalmente desagradável para duas estrelas que merecem tramas muito mais sofisticadas".
Um escritor do The New York Times escreveu que o carisma das estrelas do filme, juntamente com suas atuações, tornam "The Wedding Planner mais indolor do que o direito de ser". Robert Koehler, da Variety, descreveu The Wedding Planner como: "uma dama de honra atraente, mas dificilmente uma noiva linda entre as comédias românticas".
Michael Thomson, da BBC escreveu o seguinte: "Infelizmente, depois que os dois protagonistas se tornam menos conectados na presença um do outro, e a tensão sexual começa a cair, todos parecem estar lendo um teleprompter". O filme foi indicado para o prêmio Framboesa de Ouro de Pior Atriz para Jennifer Lopez, que também concorreu na mesma categoria por Angel Eyes, ela perdeu em ambos para Mariah Carey em Glitter.